# Isicabu
Isicabu là một chi nhện trong họ Cyatholipidae.

## Các loài
The World Spider Catalogo 12.0:
- Isicabu henriki Griswold, 2001
- Isicabu kombo Griswold, 2001
- Isicabu margrethae Griswold, 2001
- Isicabu reavelli Griswold, 1987
- Isicabu zuluensis Griswold, 1987